# Stanisław Studencki (malarz)
Stanisław Studencki (ur. 4 kwietnia 1900 w Nowym Sączu, zm. 19 lipca 1944) – polski malarz batalistyczny.

## Życiorys
Urodził się 4 kwietnia 1900 w Nowym Sączu, w rodzinie Józefa i Klary z Raczyńskich. Przed I wojną światową działał w skautingu. Maturę zdał w gimnazjum w Nowym Sączu. W 1919 był członkiem POW, w 1920 roku służył w 1 Pułku Ułanów Krechowieckich. W latach 1921–1926 studiował w Akademii Sztuk Pięknych w Krakowie. W latach 1925–1930 związany z pracownią Wojciecha Kossaka, malował obrazy batalistyczne, parady wojskowe, sylwetki koni i liczne portrety Marszałka Józefa Piłsudskiego. W 1930 roku ożenił się z Jadwigą Zajączkowską. Od 1933 roku był członkiem ZPAP. 

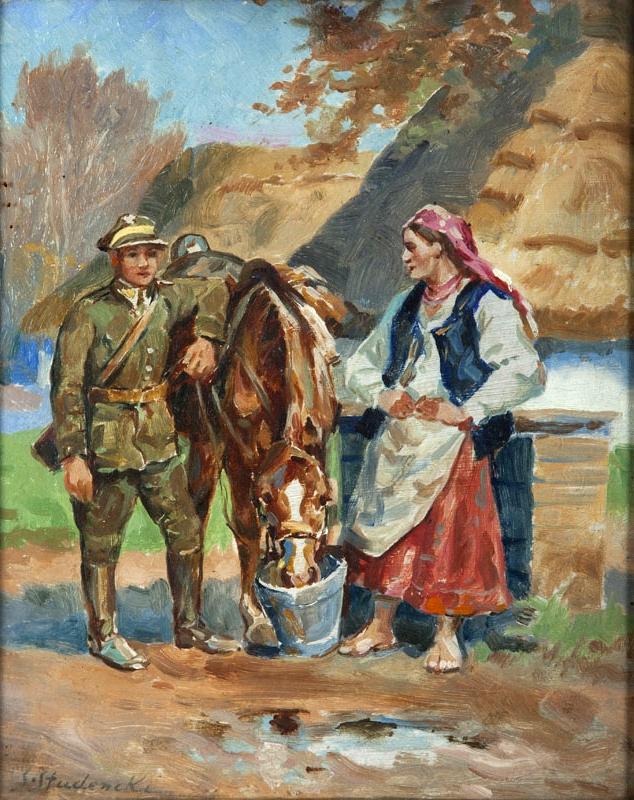
Ułan karmiący konia

W czasie okupacji mieszkał w domu Wiatrów w Jedliczu lub u swojej siostry Jadwigi w Iwoniczu. Zmarł na zawał 19 lipca 1944 roku. Jego grób znajduje się na Starym Cmentarzu w Iwoniczu.